# Cattolici goani
I cattolici goani (Konkani: गोंय्चे कॅतोलिक Goiche Katholik) sono i cattolici della ex colonia portoghese di Goa, una regione sulla costa occidentale dell'India. Essi sono di etnia konkani e parlano l'omonima lingua.
Le navi portoghesi arrivarono a Goa nel 1510, e le attività missionarie cattoliche iniziarono quasi subito, anche grazie a quanto disposto nella bolla pontificia Romanus Pontifex, che garantiva appoggio alla propaganda cristiana in Asia. La maggior parte dei cattolici goani discende da nativi appartenenti alla casta di bramini di etnia Gaud Saraswat, convertiti dai portoghesi dal 1560 in poi. Dal loro incontro con il cattolicesimo nacque una cultura che è un misto di elementi portoghesi cristiani ed antiche usanze indiane ed induiste. Nei secoli successivi l'intrapredenza dell'Inquisizione di Goa e gli esiti delle guerre fra portoghesi e marati costrinsero molti cattolici goani a trasferirsi nelle regioni vicine, specialmente nel Canara, a Sawantwadi e nel Maharashtra.
La comunità cattolica goana è sparsa in tutto il mondo: vi sono emigrati negli stati arabi del Golfo Persico e in tutti i paesi di lingua anglosassone. L'identità cattolica goana è stata ampliata negli ultimi tempi per includere gli emigrati di discendenza cattolica goana, dal momento che circa la metà della comunità risiede al di fuori di Goa.